# Sinlaku Corona
La Sinlaku Corona è una struttura geologica della superficie di Venere.